# 벌말로 (성남시)
벌말로(Beolmal-ro)는 경기도 성남시 분당구 야탑동 목련삼거리 에서 중탑삼거리를 잇는 분당구에 있는 도로이다.

## 주요 경유지
경기도
- 성남시 분당구 (야탑동)

## 노선
| 이름       | 접속 노선 | 소재지 | 소재지 | 비고 |
| ---------- | --------- | ------ | ------ | ---- |
| 목련삼거리 | 판교로    | 성남시 | 분당구 |      |
| 야탑7교    |           | 성남시 | 분당구 |      |
| 목련사거리 | 야탑로    | 성남시 | 분당구 |      |
| 중탑사거리 | 장미로    | 성남시 | 분당구 |      |
| 중탑교     |           | 성남시 | 분당구 |      |
| 중탑삼거리 | 양현로    | 성남시 | 분당구 |      |

## 주요 시설및 건물
- 하탑중학교 (벌말로 11/야탑동 520)
- 프랭크버거 분당야탑점 (벌말로 41/야탑동 275-4)
- 파리바게뜨 분당중탑점 (벌말로 48/야탑동 272-1)
- 중탑초등학교 (벌말로 68/야탑동 212)